# 细叶石斛
细叶石斛（学名：Dendrobium hancockii）为兰科石斛属下的一个种。

## 扩展阅读
維基物種上的相關：细叶石斛